# Pierre Martin Sagna
Pierre Martin Sagna (ur. 11 czerwca 1950) – senegalski koszykarz, reprezentant kraju, olimpijczyk.
W 1972 roku wystąpił wraz z drużyną na igrzyskach olimpijskich w Monachium (były to jego jedyne igrzyska olimpijskie). Podczas tego turnieju wystąpił we wszystkich ośmiu meczach, w których zdobył łącznie 86 punktów (drugi najlepiej punktujący zawodnik drużyny, po Babacarze Secku). Zanotował m.in. 9 zbiórek ofensywnych i 22 zbiórki defensywnych, popełnił też 25 fauli.
Wraz z drużyną przegrał wszystkie siedem spotkań grupowych, tym samym zajmując ostatnie miejsce w grupie. W turnieju o miejsca 13–16 Senegalczycy przegrali minimalnie półfinałowy mecz z Japończykami (67–70). Mecz o przedostatnie miejsce się nie odbył, gdyż mająca w nim grać drużyna Egiptu wyjechała z Niemiec 5 i 6 września (po masakrze izraelskich sportowców), zaś mecze o ostatnie pozycje toczyły się właśnie po wyjeździe Egipcjan. Senegal zajął tym samym przedostatnie 15. miejsce.